# 43e cérémonie des British Academy Film Awards
Pour la cérémonie des BAFTAs récompensant la télévision, voir la 37e cérémonie des British Academy Television Awards.
La 43e cérémonie des British Academy Film Awards, organisée par la British Academy of Film and Television Arts, s'est déroulée en 1990 et a récompensé les films sortis en 1989.

## Palmarès

### Meilleur film
- Le Cercle des poètes disparus (Dead Poets Society)
  - Quand Harry rencontre Sally (When Harry Met Sally)
  - My Left Foot (My Left Foot: The Story of Christy Brown)
  - Shirley Valentine

### Meilleur réalisateur
- Kenneth Branagh pour Henry V
  - Alan Parker pour Mississippi Burning
  - Peter Weir pour Le Cercle des poètes disparus (Dead Poets Society)
  - Stephen Frears pour Les Liaisons dangereuses (Dangerous Liaisons)

### Meilleur acteur
- Daniel Day-Lewis pour le rôle de Christy Brown dans My Left Foot (My Left Foot: The Story of Christy Brown)
  - Kenneth Branagh pour le rôle d'Henry V dans Henry V
  - Dustin Hoffman pour le rôle de Raymond Babbitt dans Rain Man
  - Robin Williams pour le rôle de John Keating dans Le Cercle des poètes disparus (Dead Poets Society)

### Meilleure actrice
- Pauline Collins pour le rôle de Shirley Valentine dans Shirley Valentine
  - Melanie Griffith pour le rôle de Tess McGill dans Working Girl
  - Jodie Foster pour le rôle de Sarah Tobias dans Les Accusés (The Accused)
  - Glenn Close pour le rôle de la Marquise de Merteuil dans Les Liaisons dangereuses (Dangerous Liaisons)

### Meilleur acteur dans un second rôle
- Ray McAnally pour le rôle de M. Brown dans My Left Foot (My Left Foot: The Story of Christy Brown)
  - Marlon Brando pour le rôle de Ian McKenzie dans Une saison blanche et sèche (A Dry White Season)
  - Sean Connery pour le rôle du Pr Henry Jones, Sr. dans Indiana Jones et la Dernière Croisade (Indiana Jones and the Last Crusade)
  - Jack Nicholson pour le rôle de Jack Napier/Le Joker dans Batman

### Meilleure actrice dans un second rôle
- Michelle Pfeiffer pour le rôle de Madame de Tourvel dans Les Liaisons dangereuses (Dangerous Liaisons)
  - Laura San Giacomo pour le rôle de Cynthia dans Sexe, Mensonges et Vidéo (Sex Lies and Videotape)
  - Peggy Ashcroft pour le rôle de Lady Emily dans Madame Sousatzka
  - Sigourney Weaver pour le rôle de Katharine Parker dans Working Girl

### Meilleur scénario original
- Quand Harry rencontre Sally (When Harry Met Sally) – Nora Ephron
  - Sexe, Mensonges et Vidéo (Sex Lies and Videotape) – Steven Soderbergh
  - Le Cercle des poètes disparus (Dead Poets Society) – Tom Schulman
  - Rain Man – Ronald Bass et Barry Morrow

### Meilleur scénario adapté
- Les Liaisons dangereuses (Dangerous Liaisons) – Christopher Hampton
  - Voyageur malgré lui (Accidental Tourist) – Frank Galati et Lawrence Kasdan
  - My Left Foot (My Left Foot: The Story of Christy Brown) – Shane Connaughton et Jim Sheridan
  - Shirley Valentine – Willy Russell

### Meilleure direction artistique
- Les Aventures du baron de Münchhausen (The Adventures of Baron Munchausen) – Dante Ferretti
  - Batman – Anton Furst
  - Les Liaisons dangereuses (Dangerous Liaisons) – Stuart Craig
  - Henry V – Tim Harvey

### Meilleurs costumes
- Les Aventures du baron de Münchhausen (The Adventures of Baron Munchausen)
  - Batman
  - Les Liaisons dangereuses (Dangerous Liaisons)
  - Henry V

### Meilleurs maquillages et coiffures
- Les Aventures du baron de Münchhausen (The Adventures of Baron Munchausen)
  - Batman
  - Les Liaisons dangereuses (Dangerous Liaisons)
  - My Left Foot (My Left Foot: The Story of Christy Brown)

### Meilleure photographie
- Mississippi Burning – Peter Biziou
  - Les Liaisons dangereuses (Dangerous Liaisons) – Philippe Rousselot
  - Gorilles dans la brume (Gorillas in the Mist) – John Seale et Alan Root
  - L'Ours - Philippe Rousselot
  - Henry V – Kenneth MacMillan

### Meilleur montage
- Mississippi Burning – Gerry Hambling
  - Les Liaisons dangereuses (Dangerous Liaisons) – Mick Audsley
  - Le Cercle des poètes disparus (Dead Poets Society) –  William M. Anderson (en)
  - Rain Man – Stu Linder

### Meilleurs effets spéciaux
- Retour vers le futur 2 (Back to the Future Part II)
  - Les Aventures du baron de Münchhausen (The Adventures of Baron Munchausen)
  - Batman
  - Indiana Jones et la Dernière Croisade (Indiana Jones and the Last Crusade) – John Ellis, George Gibbs, Michael J. McAlister et Mark Sullivan.

### Meilleur son
- Mississippi Burning
  - Batman
  - Henry V
  - Indiana Jones et la Dernière Croisade (Indiana Jones and the Last Crusade) – Ben Burtt, Tony Dawe, Richard Hymns, Shawn Murphy et Gary Summers

### Meilleure musique de film
- Le Cercle des poètes disparus (Dead Poets Society) – Maurice Jarre
  - Mississippi Burning – Trevor Jones
  - Working Girl – Carly Simon
  - Les Liaisons dangereuses (Dangerous Liaisons) – George Fenton

### Meilleur film en langue étrangère
- La Vie et rien d'autre •  France
  - Femmes au bord de la crise de nerfs (Mujeres al borde de un ataque de nervios) •  Espagne
  - Pelle le Conquérant (Pelle Erobreren) •  Danemark/ Suède
  - Salaam Bombay ! (सलाम बॉम्बे!) •  Inde/ Royaume-Uni/ France

### Meilleur court-métrage
- The Candy Show – Peter Hewitt, David Freeman et Damian Jones
  - Tight Trousers – Metin Huseyin et Elaine Donnelly
  - Uhloz – Isabelle Groulleart et Guy Jacques
  - Carmela Campo – Ariel Piluso, Carlos Toscano et Gabriel Enis

### Meilleure contribution au cinéma britannique
Michael Balcon Award.
- Lewis Gilbert

### Fellowship Award
Prix d'honneur de la BAFTA, récompense la réussite dans les différentes formes du cinéma.
- Paul Fox
- Deborah Kerr

## Récompenses et nominations multiples

### Nominations multiples
Films
 10  : Les Liaisons dangereuses
 6  : Henry V, Le Cercle des poètes disparus
 5  : My Left Foot, Batman, Mississippi Burning
 4  : Les Aventures du baron de Münchhausen
 3  : Shirley Valentine, Rain Man, Indiana Jones et la Dernière Croisade, Working Girl
 2  : Quand Harry rencontre Sally, Sexe, Mensonges et Vidéo

### Récompenses multiples
Légende : Nombre de récompenses/Nombre de nominations
Films
 3 / 4  : Les Aventures du baron de Münchhausen
 3 / 5  : Mississippi Burning
 2 / 5  : My Left Foot
 2 / 6  : Le Cercle des poètes disparus

### Les grands perdants
0 / 5  : Batman
 1 / 6  : Henry V
 2 / 10  : Les Liaisons dangereuses